# Гленмор (Огайо)
Гленмор (англ. Glenmoor) — переписна місцевість (CDP) в США, в окрузі Коламбіана штату Огайо. Населення — 1829 осіб (2020).

## Географія
Гленмор розташований за координатами 40°39′50″ пн. ш. 80°36′47″ зх. д. / 40.66389° пн. ш. 80.61306° зх. д. (40.663951, -80.613147).  За даними Бюро перепису населення США в 2010 році переписна місцевість мала площу 7,24 км², з яких 7,24 км² — суходіл та 0,00 км² — водойми.

## Демографія
Згідно з переписом 2010 року, у переписній місцевості мешкало 1987 осіб у 827 домогосподарствах у складі 584 родин. Густота населення становила 274 особи/км².  Було 905 помешкань (125/км²).
Расовий склад населення:
| - 97,4 % — білих - 1,2 % — чорних або афроамериканців - 0,3 % — корінних американців |

До двох чи більше рас належало 1,1 %. Частка іспаномовних становила 0,4 % від усіх жителів.
За віковим діапазоном населення розподілялося таким чином: 20,5 % — особи молодші 18 років, 62,2 % — особи у віці 18—64 років, 17,3 % — особи у віці 65 років та старші. Медіана віку мешканця становила 45,1 року. На 100 осіб жіночої статі у переписній місцевості припадало 103,0 чоловіків;  на 100 жінок у віці від 18 років та старших — 98,4 чоловіків також старших 18 років.
Середній дохід на одне домашнє господарство  становив 44 814 долари США (медіана — 39 784), а середній дохід на одну сім'ю — 44 738 доларів (медіана — 40 093). Медіана доходів становила 38 125 доларів для чоловіків та 27 095 доларів для жінок. За межею бідності перебувало 10,1 % осіб, у тому числі 12,1 % дітей у віці до 18 років та 11,5 % осіб у віці 65 років та старших.
Цивільне працевлаштоване населення становило 842 особи. Основні галузі зайнятості: освіта, охорона здоров'я та соціальна допомога — 18,6 %, мистецтво, розваги та відпочинок — 18,2 %, транспорт — 9,5 %, науковці, спеціалісти, менеджери — 9,4 %.